# Lac Ngoring
Le Lac Ngoring (tibétain : མཚོ་སྔོ་རིང་, Wylie : mtsho sngo ring), ou Lac Ngoreng, ou encore Lac Eling, est un grand lac d'eau douce située dans le bassin versant du Fleuve Jaune, au sud-est de la province du Qinghai. Le nom du lac signifie « Lac Long Bleu » en langue tibétaine. La superficie du lac Ngoring est de 610,7 kilomètres carrés. Il s'étend sur une longueur de 32,3 kilomètres et sur une largeur moyenne de 18,9 kilomètres (maximum de 31,6 km). Tout comme le lac Gyaring situé plus en amont, il est traversé par le Fleuve Jaune.